# Зарудин, Юрий Фёдорович
Юрий Фёдорович Зарудин (25 мая 1923 года, Бородулиха, Киргизская АССР, РСФСР, СССР — 21 мая 2020 года, Москва, Российская Федерация) — советский военачальник, генерал-полковник (14.02.1978). Герой Советского Союза (1945).
На момент присвоения звания Героя — командир стрелковой роты 459-го стрелкового полка 42-й стрелковой дивизии 49-й армии 2-го Белорусского фронта, старший лейтенант.

## Биография
Родился в крестьянской семье. Настоящая фамилия — Занудин (сменил фамилию в 1972 году). Русский. В 1940 году окончил 8 классов.

### Великая Отечественная война
В Красной Армии с июня 1941 года. Окончил Грозненское военное пехотное училище и в составе сформированной в конце 1941 года 58-й стрелковой дивизии отбыл в Куйбышевскую (ныне Самарскую) область, где ему были вручены петлицы с двумя лейтенантскими кубарями. В боях Великой Отечественной войны в составе 58-й стрелковой дивизии (50-я армия, Западный фронт) с февраля 1942 года. Принимал участие в московской операции на тульском направлении. В одном из боев, 22 апреля 1942 года, будучи командиром стрелкового взвода, получил тяжёлое ранение в ногу, из-за чего был эвакуирован в госпиталь — в Москву. Речь шла об ампутации, но врачи сумели спасти ногу. Член ВКП(б)/КПСС с 1944 года.
Выйдя из госпиталя, Юрий Зарудин вновь смог возвратиться на передовую, но уже на белорусское направление. Командовал ротой 885-го стрелкового полка 290-й стрелковой дивизии. Вёл тяжелые бои за освобождение Белоруссии. В бою 30 ноября 1943 года был второй раз ранен, причём в ту же самую ногу. За эти осенние бои на белорусской земле Зарудин представлялся к званию Героя Советского Союза, но награждён не был. На фронт вернулся в апреле 1944 года, уже в другую дивизию.
Командир стрелковой роты 459-го стрелкового полка (42-я стрелковая дивизия, 49-я армия, 2-й Белорусский фронт) старший лейтенант Юрий Зарудин особо отличился при освобождении Могилёвской области Белоруссии в ходе стратегической наступательной операции «Багратион» (с 23 июня по 29 августа 1944 года). Вверенное офицеру Зарудину подразделение 23 июня 1944 года во время прорыва обороны неприятеля уничтожило около взвода гитлеровской пехоты и совместно с соседней стрелковой ротой отбило танковую контратаку.
24 июня 1944 года стрелковая рота под командованием старшего лейтенанта Зарудина в составе стрелкового батальона разгромила гарнизон противника в деревне Жевань ныне Горецкого района Могилёвской области Белоруссии и с ходу форсировала реку Бася, заняла первые вражеские траншеи и, находясь в окружении, в течение четырнадцати часов беспрерывно отбивала контратаки танков и пехоты гитлеровцев. Затем стрелковая рота Юрия Зарудина в числе первых форсировала реку Днепр, заняла траншеи противника и своим огнём прикрывала строительство моста через Днепр.
Указом Президиума Верховного Совета СССР от 24 марта 1945 года за образцовое выполнение боевых заданий командования на фронте борьбы с немецко-фашистскими захватчиками и проявленные при этом мужество и героизм старшему лейтенанту Зарудину Юрию Фёдоровичу присвоено звание Героя Советского Союза с вручением ордена Ленина и медали «Золотая Звезда» (№ 5482).
Завершил боевой путь под Берлином в звании майора в должности командира батальона.

### Послевоенный период
После войны Ю. Ф. Зарудин продолжил службу в армии. В 1953 году он окончил Военную академию бронетанковых и механизированных войск, в 1962 году — Военную академию Генерального штаба, в 1970 и 1979 годах — Высшие курсы при этой академии.
Четыре года командовал полком в Прикарпатском военном округе. В 1956 году участвовал в подавлении антикоммунистических протестов в Венгрии. С августа 1962 года служил в Дальневосточном военном округе — командовал сначала 40-й мотострелковой, а с марта 1965 — 129-й учебной мотострелковой дивизиями. Генерал-майор (16.06.1965). С апреля 1967 года — командир 29-го стрелкового корпуса, переформированного 25 июня 1969 года в 35-й общевойсковую армию Дальневосточного военного округа (Белогорск), которой командовал по февраль 1973 года. 29 апреля 1970 присвоено воинское звание «генерал-лейтенант». С февраля 1973 года — первый заместитель командующего войсками Ленинградского военного округа.
В феврале 1978 года присвоено воинское звание «генерал-полковник». C февраля 1978 по сентябрь 1984 года — командующий Северной группой войск, с 1 октября 1984 по ноябрь 1985 года — первый заместитель главнокомандующего войсками Южного направления (штаб — город Баку, Азербайджанская ССР).
С ноября 1985 по декабрь 1988 года — главный военный советник в Социалистической Республике Вьетнам.
С 1979 по 1989 год — Депутат Совета Национальностей Верховного Совета СССР 10-11 созывов) от Литовской ССР.

### В отставке
С декабря 1988 года — в Группе генеральных инспекторов Министерства обороны СССР, с 2008 года — ведущий аналитик Управления генеральных инспекторов Министерства обороны Российской Федерации. С 1991 года — в отставке. Жил в Москве. Вице-президент Российской ассоциации Героев, член коллегии Российского государственного военного историко-культурного центра при Правительстве РФ. С 2007 года возглавлял Фонд поддержки Героев Советского Союза участников Великой Отечественной войны «Звезда», целью которого является целенаправленная поддержка ветеранов по возникшим проблемам. Почётный председатель совета Мужества и отваги Общероссийской общественной организации «Офицеры России».
Супруга — Тамара Фёдоровна Зарудина (род. 1930). Поженились в 1948 году. В браке родились две дочери.
Похоронен на Троекуровском кладбище.

## Награды
- Медаль «Золотая Звезда» (24.03.1945);
- Два ордена Ленина (24.03.1945; 18.02.1981);
- Три ордена Красного Знамени (29.07.1943; 02.10.1944; 16.12.1972);
- Орден Октябрьской Революции (№ 160571 от 03.03.1987);
- Орден Суворова 3-й степени (№ 9379 от 18.12.1956);
- Орден Отечественной войны 1-й степени (06.04.1985);
- Орден Отечественной войны 2-й степени (14.02.1945);
- Два ордена Красной Звезды (30.12.1956; 21.02.1967);
- Орден «За службу Родине в Вооружённых Силах СССР» 3-й степени (№ 2463 от 30.04.1975);
- Медаль «За взятие Кёнигсберга»;
- Медаль «За освобождение Варшавы»;
- Медаль «За победу над Германией»;
- Медали СССР;
- Медали РФ;
- Почётная грамота Московской городской думы (27.11.2013)[4].